# Гренола (Канзас)
Гренола (енгл. Grenola) град је у америчкој савезној држави Канзас.

## Демографија
По попису из 2010. године број становника је 216, што је 15 (-6,5%) становника мање него 2000. године.
| Група             | 2000.       | 2010.       |
| Белци             | 220 (95,2%) | 211 (97,7%) |
| Афроамериканци    | 0 (0,0%)    | 0 (0,0%)    |
| Азијати           | 0 (0,0%)    | 4 (1,9%)    |
| Хиспаноамериканци | 6 (2,6%)    | 0 (0,0%)    |
| Укупно            | 231         | 216         |